# Errina laevigata
Errina laevigata är en nässeldjursart som beskrevs av Stephen D. Cairns 1991. Errina laevigata ingår i släktet Errina och familjen Stylasteridae. Inga underarter finns listade i Catalogue of Life.